# Some Kind of Monster (film)
Dokument Some Kind of Monster přináší pohled na životy členů trash-metalové kapely Metallica. Natáčení tohoto dokumentu probíhalo v průběhu nahrávání alba St. Anger a trvalo přes dva roky. V dokumentu se diváci důvěrně seznámí s jednotlivými členy kapely, jejich postoji a vzájemnými vztahy.
Ve snímku se objevují úryvky z live koncertů, záznamy z televize, rozhovory s jednotlivými členy kapely.
Během tvorby tohoto dokumentu vznikly videoklipy k písním St. Anger, Frantic, Some Kind of Monster, The Unnamed Feeling. Ve snímku se přibližuje tvorba videoklipu k titulní písni alba St. Anger, která probíhala v ostře střežené věznici Sant Quentin, Callifornia. V této věznici mimo jiné koncertoval také Johnny Cash